# Jim Thomas (baloncestista)
James Edward «Jim» Thomas (Lakeland, Florida, 19 de octubre de 1960) es un exjugador de baloncesto estadounidense, nacionalizado argentino, que jugó 4 temporadas en la NBA, además de hacerlo en la CBA, en la liga argentina, en la liga chilena y en la liga ACB. Con 1,90 metros de estatura, lo hacía en la posición de escolta. Desde 2013 ejerce como entrenador asistente en los Atlanta Hawks.

## Trayectoria deportiva

### Universidad
Jugó durante cuatro temporadas con los Hoosiers de la Universidad de Indiana, en las que promedió 6,6 puntos, 4,2 rebotes y 2,4 asistencias por partido, En 1981, en su segunda temporada, y jugando como suplente, consiguió el título de Campeón de la NCAA tras derrotar en la final a North Carolina poe 60-53, jugando junto a Isiah Thomas o Ray Tolbert entre otros, y entrenados por Bobby Knight. Consiguió en la final 2 puntos, 8 asistencias y 4 rebotes.

### Selección nacional
Fue convocado por la selección de Estados Unidos para disputar el Mundial de baloncesto de 1982 en Colombia, donde consiguieron la medalla de plata, tras perder en la final ante la Unión Soviética por un punto.

### Profesional
Fue elegido en la cuadragésima posición del Draft de la NBA de 1983 por Indiana Pacers, con los que firmó un contrato multianual. En su primera temporada, actuando como suplente de Butch Carter, promedió 6,3 puntos y 2,1 rebotes por partido.
Al año siguiente saldía como titular en 52 partidos, lo que ayudó a mejorar sus estadísticas, acabando la temporada con 11,1 puntos y 3,3 rebotes por encuentro. A pesar de ello, fue despedido al término de la temporada, fichando al año siguiente por Detroit Pistons, quienes lo cortaron antes del comienzo de la competición.
Tras quedarse sin equipo, fichó por los Evansville Thunder de la CBA, hasta que en el mes de noviembre fichó como agente libre por Los Angeles Clippers, donde sólo jugó 6 partidos antes de ser despedido. Regresó a la CBA firmando con Kansas City Sizzlers, donde jugaría una temporada para pasar posteriormente un año en blanco antes de comprometerse con los Calgary 88's de la WBL.
En 1989 volvió a la CBA para jugar con los Rapid City Thrillers, donde permaneció dos temporadas, con dos breves apariciones en las ligas  argentina y chilena formando parte del Ferro Carril Oeste que ganó la Liga Nacional en ese año 1989, y del Temuco respectivamente. En 1990 los Minnesota Timberwolves lo fichan como agente libre, pero tras 3 partidos en los que sólo llega a conseguir dos puntos, es despedido.
En la temporada 1991-1992 jugó en Gimnasia y Esgrima de Comodoro Rivadavia, Chubut, Argentina 
Retorna de nuevo a la CBA para jugar con los Omaha Racers, donde permanece durante tres temporadas, ganando el título de campeón de liga en la última de ellas. En 1993 se marcha a jugar a la liga ACB española, fichando por el Club Baloncesto Murcia, donde en la que sería su última campaña como profesional promediaría 16,8 puntos y 4,1 rebotes por partido.
Tras retirarse, actuó durante cuatro temporadas como entrenador asistente y ojeador de los Toronto Raptors.

## Estadísticas de su carrera en la NBA

### Temporada regular
| Temporada | Edad | Equipo                 | Liga | P   | TIT | MIN  | TC  | TCA | %TC  | 3P  | 3PA | %3P  | TL  | TLA | %TL  | R.OF. | R.DEF. | REB | ASIS | ROB | TAP | PER | FP  | PTS  |
| 1983-84   | 23   | Indiana Pacers         | NBA  | 72  | 15  | 16.9 | 2.6 | 5.6 | .464 | 0.0 | 0.2 | .091 | 1.1 | 1.5 | .727 | 0.8   | 1.3    | 2.1 | 1.8  | 0.8 | 0.1 | 1.0 | 1.6 | 6.3  |
| 1984-85   | 24   | Indiana Pacers         | NBA  | 80  | 52  | 25.7 | 4.3 | 9.1 | .478 | 0.1 | 0.5 | .190 | 2.3 | 2.9 | .782 | 0.9   | 2.3    | 3.3 | 2.9  | 1.0 | 0.1 | 1.6 | 2.4 | 11.1 |
| 1985-86   | 25   | Los Angeles Clippers   | NBA  | 6   | 0   | 11.5 | 1.0 | 2.5 | .400 | 0.0 | 0.0 |      | 0.2 | 0.3 | .500 | 0.5   | 0.8    | 1.3 | 2.0  | 0.8 | 0.2 | 1.5 | 2.0 | 2.2  |
| 1990-91   | 30   | Minnesota Timberwolves | NBA  | 3   | 0   | 4.7  | 0.3 | 1.3 | .250 | 0.0 | 0.0 |      | 0.0 | 0.0 |      | 0.0   | 0.0    | 0.0 | 0.3  | 0.3 | 0.0 | 0.3 | 0.0 | 0.7  |
| Total     |      |                        | NBA  | 161 | 67  | 20.9 | 3.4 | 7.1 | .471 | 0.1 | 0.3 | .170 | 1.6 | 2.1 | .763 | 0.8   | 1.8    | 2.6 | 2.3  | 0.9 | 0.1 | 1.3 | 2.0 | 8.4  |

## Vida personal
Está casado con la argentina Fabiana Díaz y es el padre de la baloncestista profesional Stephany Thomas Díaz, quien representa a la Selección femenina de básquetbol de Argentina y de Erick Thomas, quien también juega al básquet y fue convocado a la preselección de la AmeriCup.